# Бележница (филм)
Бележница (енгл. The Notebook) је амерички љубавни филм из 2004. Режирао га је Ник Касаветес (Nick Cassavetes), сценарио је написао Јан Сарди (Jan Sardi) према истоименом роману Николаса Спаркса (Nicholas Sparks).

## Радња
1940. године млада Ели Хамилтон долази у градић Сибрук, који се налази на обали у Северној Каролини, да проведе лето са својом породицом. Као тинејџерка, Ели Хамилтон (Рејчел Мекадамс) на карневалу упознаје локалног момка Ноу Калоуна (Рајан Гозлинг). Ноа осећа да он и Ели треба да буду заједно, иако он ради у млину и припада нижем сталежу. Током једног страсног и опуштеног лета на југу они су се заљубили једно у друго.
Елини родитељи и Други светски рат утицали су на то се раздвоје, али обоје су живели од успомена на прву љубав. Када се Ноа вратио из рата, Ели је нестала из његовог живота, али не и из срца. Ели се вратила у Сибрук, где су се они први пут срели и заволели. Међутим, сада је она верена и треба да се уда за Лона (Џејмс Марсден), војника кога је упознала док је радила као волонтерка у болници.
Деценијама касније, Ноа (Џејмс Гарнер) чита бележницу своје жене Ели (Џина Роуландс). Мада су њене успомене избледеле јер је оболела од Алцхајмерове болести, она се сетила приче о Ели и Нои - и за неколико тренутака била је способна да оживи страстан период и време када су се они заклињали да ће заувек остати заједно. 

## Из рекламе
"Бележница“ прати неизвесно путовање младих љубавника, Ное Калоуна и Ели Хамилтон, који су имали страсну летњу романсу и, после година раздвојености проузрокованих ратом, неочекивано се пронашли и поново сјединили. Прича о неописивој љубави, препрекама и страстима откривена је једној жени деценијама касније. То јој је открио човек који ју је редовно посећивао и читао јој приче из мистериозне бележнице.
Добитник Оскара, продуцент Марк Џонсон, и продуцент Лин Харис прво су прочитали причу Николаса Спаркса "Notebook". После тога прошло је седам година док није дошло до реализације ове филмске приче. Књига је постала бестселер у Њујорку.
Иако је прича смештена у 1940. годину, када се развија љубавна прича два главна лика, све почиње и завршава се у садашњем времену. „На почетку филма је све могућност, много прилика, али током филма нестаје невиности. Чак и више од тога: губитак живота, наде и идеала. 'Бележница' је љубавна прича какву одавно нисмо видели на екрану. 